# Эрпф, Герман
Герман Роберт Эрпф (нем. Hermann Robert Erpf; 23 апреля 1891, Пфорцхайм — 17 октября 1969, Штутгарт) — немецкий музыкальный теоретик и педагог.
Учился в Гейдельбергском университете (1909—1911) у Филиппа Вольфрума и в Лейпцигском университете (1911—1913) у Хуго Римана, в 1913 году защитил докторскую диссертацию по музыковедению «Понятие музыкальной формы» (нем. Der Begriff der musikalischen „Form“). В 1914 г. начал изучать композицию в Мангейме у Артура Боданцки, но с началом Первой мировой войны был призван на военную службу.
В 1919—1922 гг. преподавал композицию и фортепиано в частной консерватории Теодора Рёмайера в Пфорцхайме, в 1922—1925 гг. — теорию музыки в институте музыкознания Фрайбургского университета. В 1925 г. перебрался в Мюнстер, где стал заместителем директора и преподавателем композиции в основанной Куртом Йоссом Вестфальской академии движения, речи и музыки; в 1927 г. вместе с Йоссом и группой его единомышленников участвовал в переносе академии в Эссен, где она стала Школой музыки, танца и речи Фолькванг, и возглавил в ней отделение музыки; в 1935—1942 гг. её директор. В 1942—1945 гг. директор Штутгартской высшей школы музыки. Уволен в результате денацификации, однако в 1948 году снова начал преподавать там же, а в 1952—1956 гг. вновь возглавил это учебное заведение. С 1956 г. на пенсии.
Эрпфу принадлежит ряд учебных пособий по гармонии и инструментовке, несколько книг о современной музыке и итоговая книга «Форма и структура в музыке» (нем. Form und Struktur in der Musik; 1967). Он также написал ряд хоровых, вокальных и инструментальных сочинений.